# Jean Lucas
 Jean Lucas  que va ser un pilot de curses automobilístiques francès que va arribar a disputar curses de Fórmula 1.
Jean Lucas va néixer el 25 d'abril del 1917 a Le Mans, França i va morir el 27 de setembre del 2003 a Saint-Martin-de-Ré, França.

## A la F1
Va debutar a la setena i última cursa de la temporada 1955 (la sisena temporada de la història) del campionat del món de la Fórmula 1, disputant l'11 de setembre del 1955 el GP d'Itàlia al Circuit de Monza.
Jean Lucas va participar en una única cursa puntuable pel campionat de la F1, havent-se de retirar després de disputar només set voltes per problemes mecànics.

## Resultats a la Fórmula 1
| Any  | Equip          | Xassís  | Motor   | 1   | 2   | 3   | 4   | 5   | 6   | 7       | Posició | Punts |
| ---- | -------------- | ------- | ------- | --- | --- | --- | --- | --- | --- | ------- | ------- | ----- |
| 1955 | Equipe Gordini | Gordini | Gordini | ARG | MON | 500 | BEL | HOL | GBR | ITA Ret | -       | 0     |

### Resum
| Curses: | Victòries: | Pòdiums: | Poles: | Voltes ràpides: | Punts: |
| ------- | ---------- | -------- | ------ | --------------- | ------ |
| 1       | 0          | 0        | 0      | 0               | 0      |